# Total Design
Total Design es una agencia de diseño gráfico neerlandesa fundada en 1963, siendo uno de los primeros estudios que introdujeron el funcionalismo en el diseño gráfico en los Países Bajos, junto con Teldesign. Por su influencia, Total Design se considera un referente de la historia contemporánea del diseño gráfico, y desempeñaron un papel en el surgimiento del «diseño holandés». Durante la década de 1980 y principios de la de 1990, el funcionalismo en el diseño gráfico se volvió gradualmente obsoleto.
Con una mayor comercialización del mercado, Total Design también ha comenzado a centrarse en marcas (branding) además del diseño gráfico. En el año 2000, la agencia fue rebautizada como Total Identity, aunque tras una fusión en el 2018 se retomó el nombre original.

## Historia

### Fundación y primeros años
Total Design se fundó en 1963 como una sociedad de responsabilidad limitada con el nombre de Associatie voor Total Design NV. Entre los cinco fundadores había tres diseñadores; el diseñador gráfico Wim Crouwel, el diseñador industrial Friso Kramer, y Benno Wissing, que ejerció como diseñador gráfico y como diseñador de espacios. La iniciativa de formar una agencia de diseño vino de Paul Schwarz, quien asumió la organización y las finanzas junto con su hermano Dick.
La oficina se constituyó de forma multidisciplinar y abastecía a clientes de la industria, el comercio y el tráfico, el sector cultural y el gobierno. Los primeros clientes importantes incluyeron a Randstad NV, Steenkolen Handelsvereeniging (SHV Holdings), el aeropuerto de Schiphol, De Bijenkorf , ANWB y el Museo Stedelijk de Ámsterdam. Para el PTT diseñaron, entre otras cosas, nuevos sellos postales y una nueva guía telefónica, lo que, sin embargo, provocó la consternación necesaria.
Debido a que la gama de trabajo en los primeros años se limitaba a asignaciones gráficas, Friso Kramer renunció en 1968 y comenzó su propia agencia de diseño de espacios. Alrededor de ese tiempo, llegó la primera asignación importante para el diseño de espacios. Total Design, por ejemplo, fue responsable del diseño interior del pabellón holandés para la Exposición Universal de Osaka de 1970, la Expo 70 .
A finales de los años sesenta, Total Design empleaba a unas 40 personas. En los primeros años, además de los fundadores, participaron diseñadores como Anthon Beeke, Ben Bos, Kho Liang Ie y Gerard Unger. En la década de 1970, un nuevo equipo de diseño amplió la oficina con Anthon Beeke, Andrew Fallon, Paul Mijksenaar y Jurriaan Schrofer. En los años ochenta comenzó una tendencia a que las agencias contribuyeran a la propia investigación de mercado además del diseño.

### Desarrollo posterior
En la década de 1990, la agencia quedó bajo el liderazgo de Ben Bos. El propio Bos había comenzado en Total Design en 1963 y, entre otras cosas, había desarrollado el nuevo logotipo y estilo de la casa para la agencia de empleo Randstad. Bajo Bos, la empresa también obtuvo pedidos extranjeros.
Otros diseñadores conocidos que trabajaron en Total Design durante un período de tiempo corto o más largo inacluyeron a Reynoud Homan y al diseñador tipográfico Martin Majoor.
En 2000, la agencia cambió su nombre a Total Identity. A principios de 2018, Total Identity se fusionó con las agencias Total Active Media y KoeweidenPostma. Desde entonces, la empresa ha vuelto a utilizar el nombre “Total Design”. En la nueva empresa de sesenta personas, los desarrolladores de ideas, como analistas y estrategas, trabajan junto con varios redactores, diseñadores, ingenieros y psicólogos. [9]

## Recepción e influencia
Hubben (1997) afirmó en De Volkskrant que Total Design, y Wim Crouwel en particular, influenciaron profundamente en el diseño neerlandés posterior. Su influencia fue tan grande que, según Hubben, «todos los Países Bajos parecían estar diseñados de acuerdo con los estrictos estándares del funcionalismo de Crouwel». Bakker (2011) lo confirmó.
Total Design fue conocido por su estilo estricto, extremadamente simple y funcionalista de negocios. Sin embargo, ese funcionalismo finalmente condujo a feroces críticas. Por ejemplo, a través de su trabajo con Total Design de Renate Rubinstein en Vrij Nederland, Crouwel fue etiquetado como el diseñador de «La nueva fealdad».

## Galería

Trabajos de Total Design
SHV Holdings
PAM
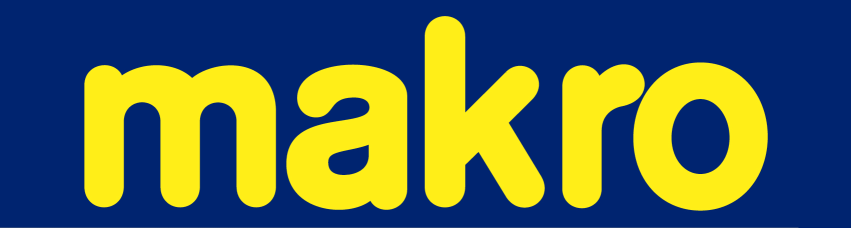
Makro europa
Randstad NV
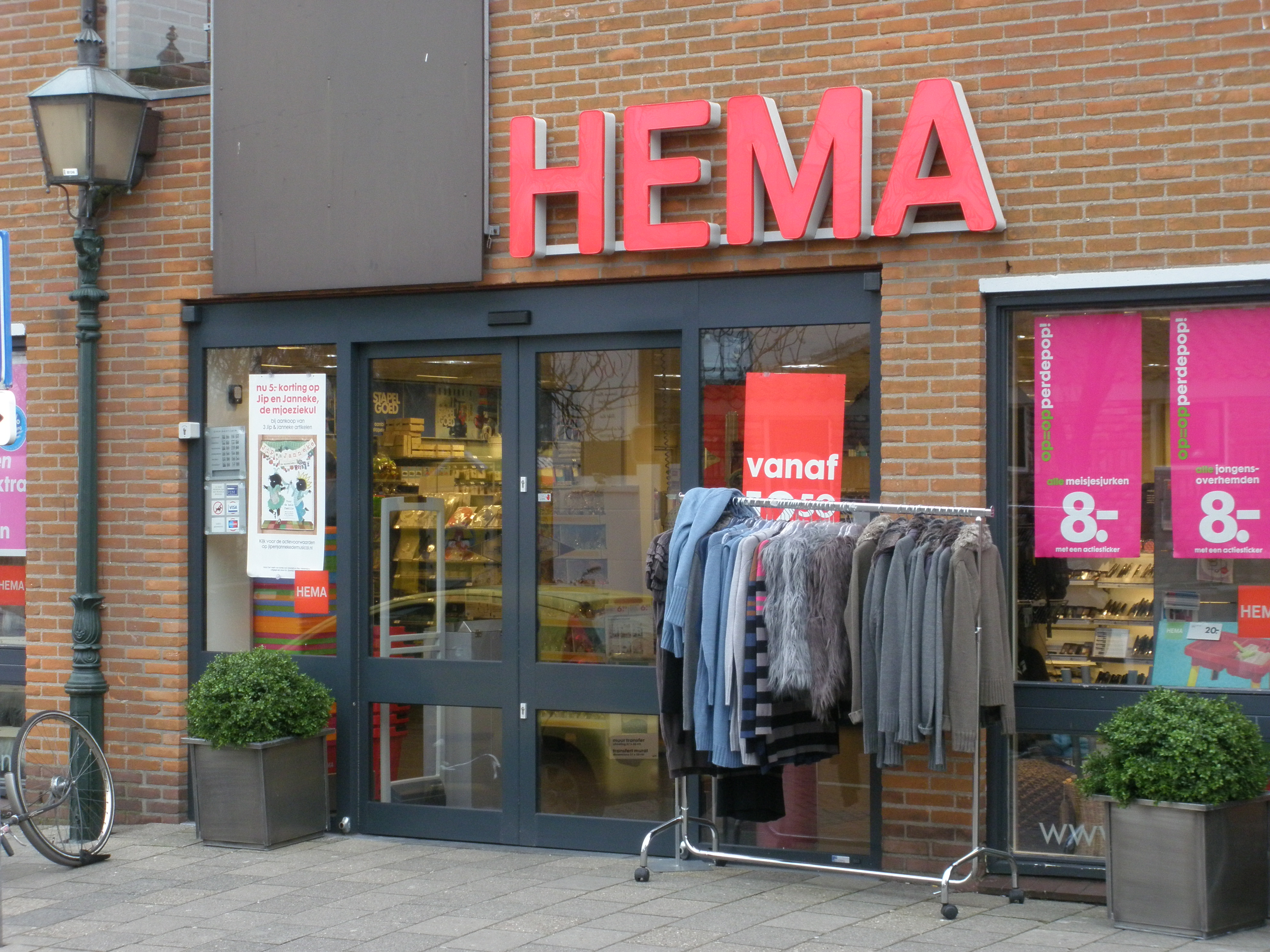
HEMA
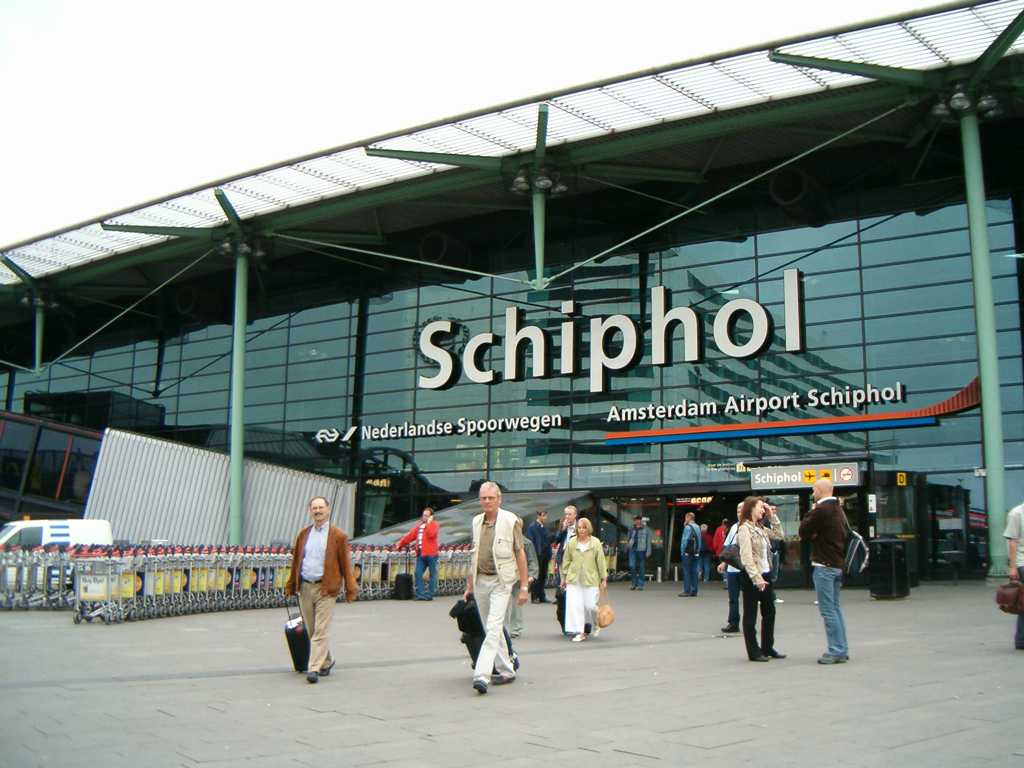
Aeropuerto de Schiphol
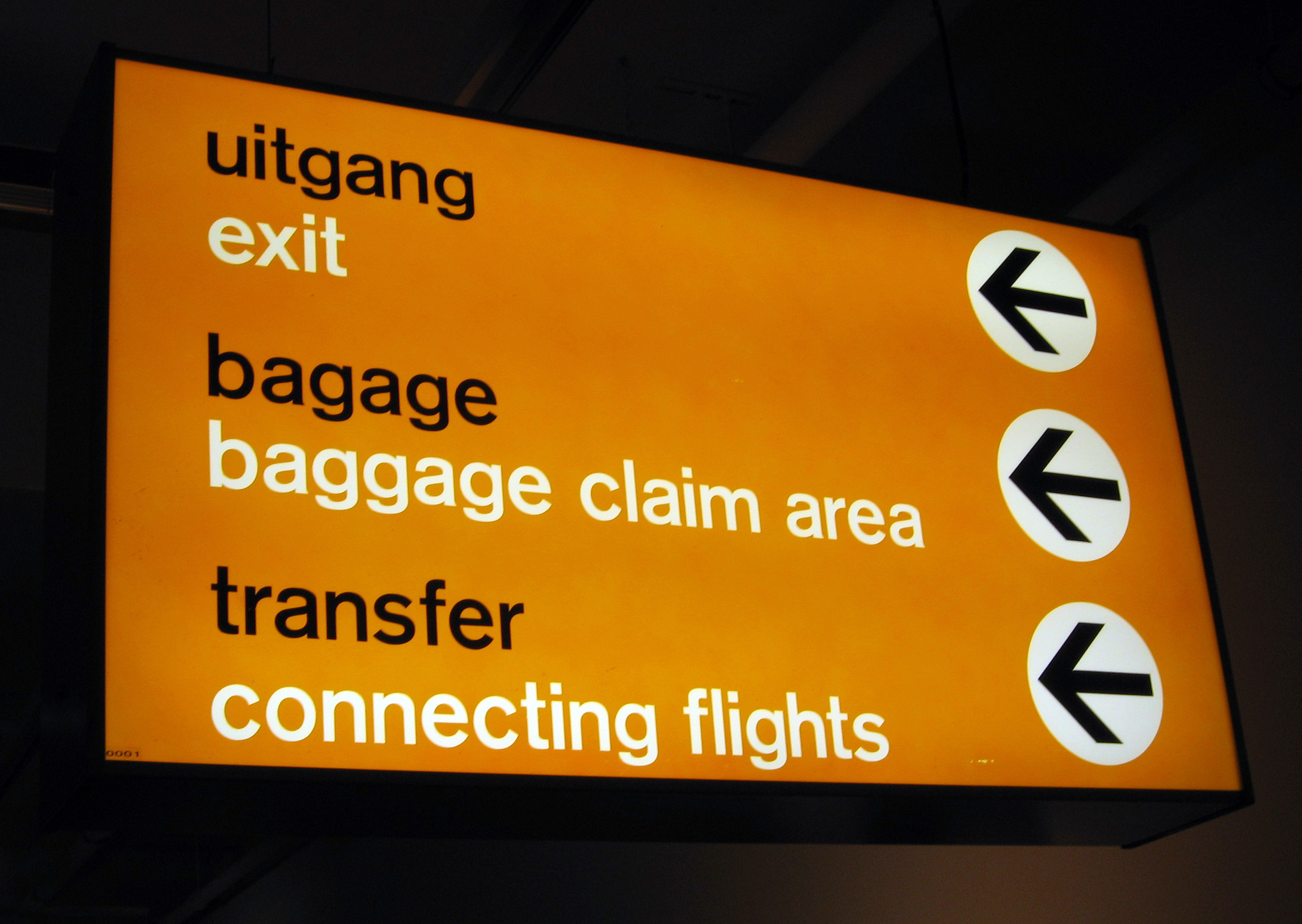
Señalización en Schiphol
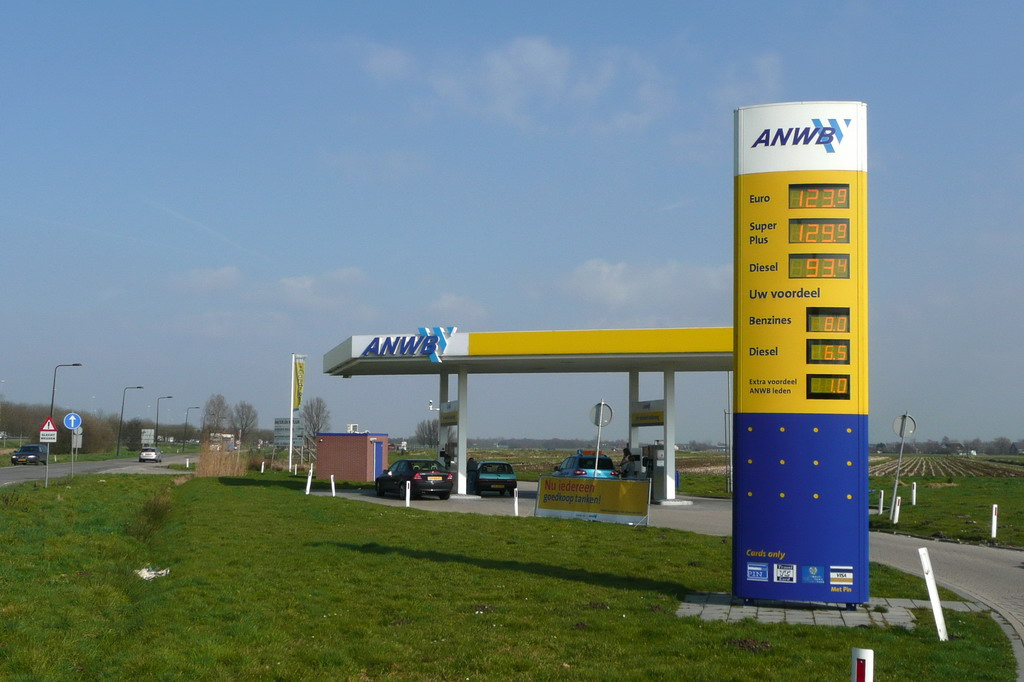
Estación ANWB